# Eric Stenbock
Eric Magnus Andreas Harry (Stanislaus) Stenbock (ur. 29 lutego?/12 marca 1860 w Cheltenham, zm. 14 kwietnia?/26 kwietnia 1895 w Brighton) – angielski pisarz i poeta tworzący w nurcie dekadentyzmu.
Syn Ericha Stenbocka (1834–1861) i Lucy Sophia Frerichs (1839–1896), był hrabią Bogesund, dziedzicem majątku pod Kolga w Estonii. Uczył się w Balliol College w Oksfordzie, ale nigdy nie ukończył studiów. Słynął z ekscentrycznych zachowań: w swoim domu trzymał węże, salamandry, ropuchy i jaszczurki, w podróż wybierał się z psem, małpą i lalką, którą przedstawiał jako swojego syna. Był uzależniony od opium i alkoholu. W ostatnich latach życia jego stan zdrowia stopniowo się pogarszał, cierpiał na marskość wątroby. Zmarł nagle, po pijanemu przewrócił się na kominek. Został pochowany 1 maja na katolickim cmentarzu w Brighton.
Opublikował zbiory poezji Love, Sleep, and Dreams (1881), Rue, Myrtle, and Cypress (1883), The Shadow of Death (1894) i zbiór opowiadań Studies of Death (1894). Opowiadanie „The Other Side” ukazało się w czasopiśmie „The Spirit Lamp”, wydawanym przez Alfreda Douglasa. Przetłumaczył dwa opowiadania Balzaca. Część poezji i opowiadań pozostała w rękopisach; spuścizna Stenbocka przechowywana jest m.in. w bibliotece Harvard University. Zbiory opowiadań i poezji, a także większość niepublikowanych dzieł Stenbocka, zredagował i wydał David Tibet.

## Dzieła
Poezje
- Love, sleep & dreams: a volume of verse. Oxford: A. Thomas Shrimpton & Son; Simpkin Marshall & Co, 1881?
- Myrtle, rue and cypress: a book of poems, songs and sonnets. London: Hatchards, 1883
- The shadow of death: poems, songs, and sonnets. London: The Leadenhall Press, 1893
- Collected Poems of S.E. Stenbock. London: Durtro, 2001

Opowiadania
- Studies of death: romantic tales. London: David Nutt, 1894
- The Child of the Soul and other stories. London: Durtro, 1999
- Studies of Death. Stories by S.E. Stenbock. London: Durtro, 1996
- The Child of the Soul. London: Durtro, 1999
- A Secret Kept. London: Durtro Press, 2002
- The King′s Bastard or, the Triumph of Evil. London: Durtro Press, 2004

Eseje
- The myth of Punch. London: Durtro Press, 1999

Dramaty
- La Mazurka des Revenants: a serious extravaganza in six parts. London: Durtro Press, 2002